# Schloss Gmünd

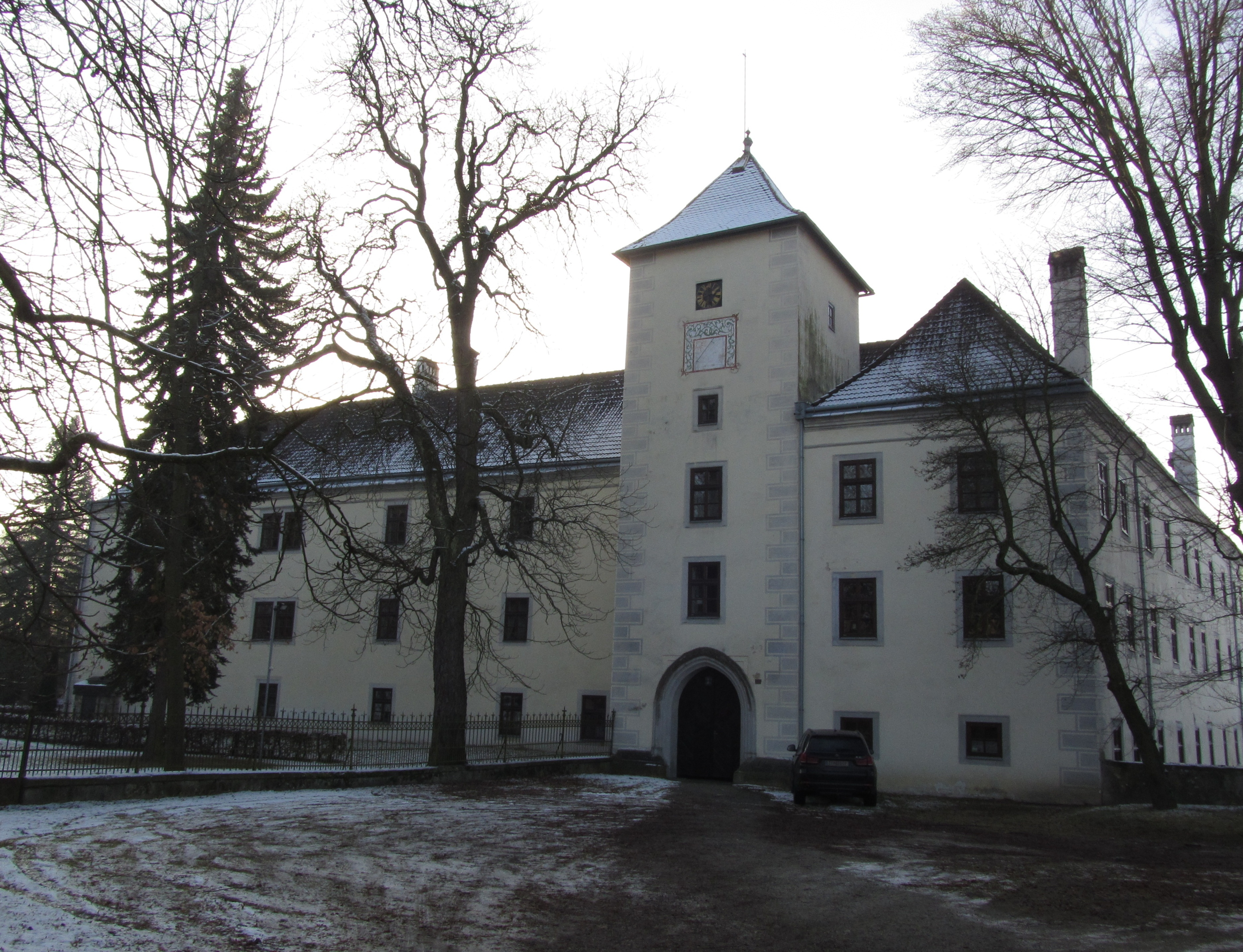
Schloss Gmünd am Stadtplatz

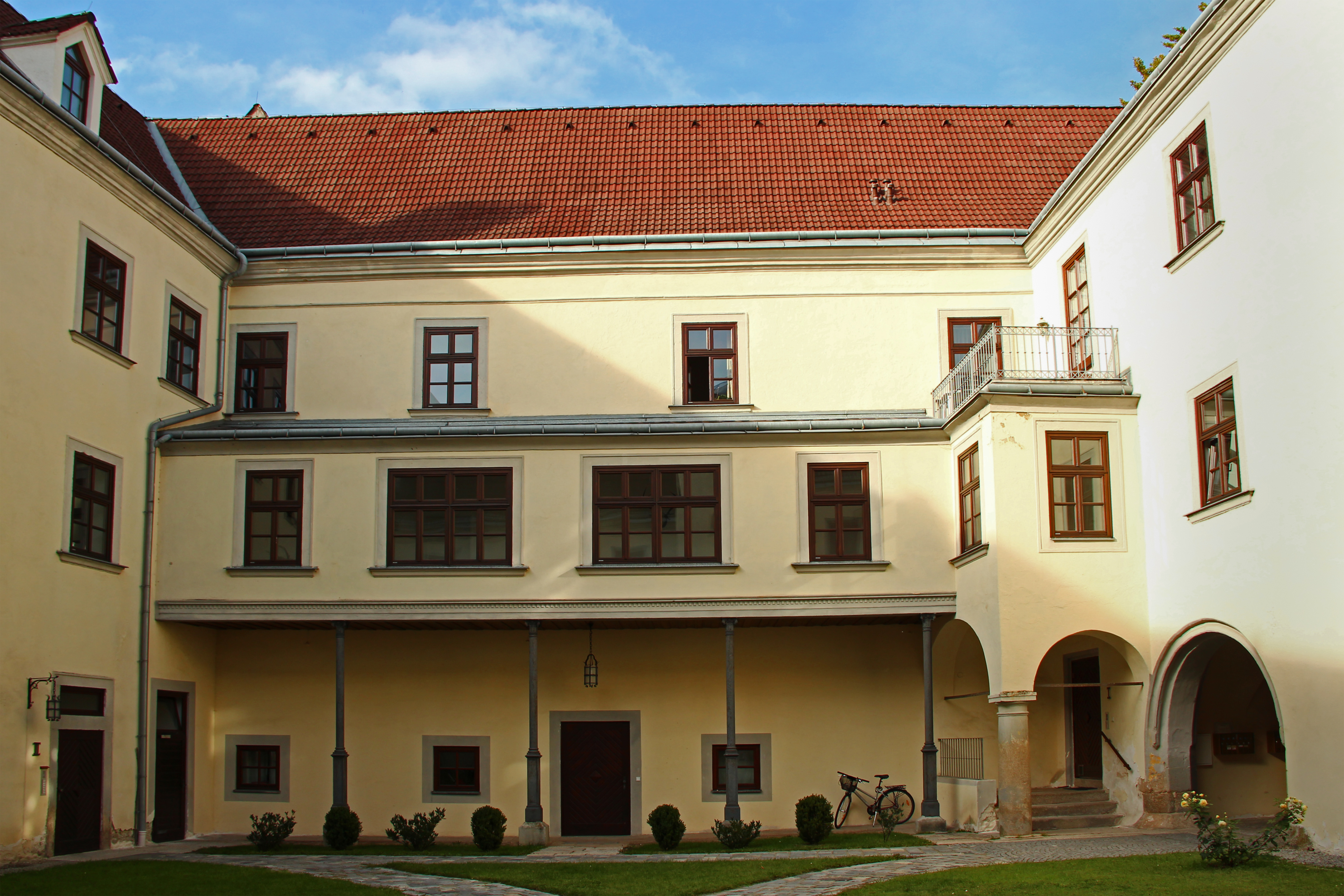
Innenhof

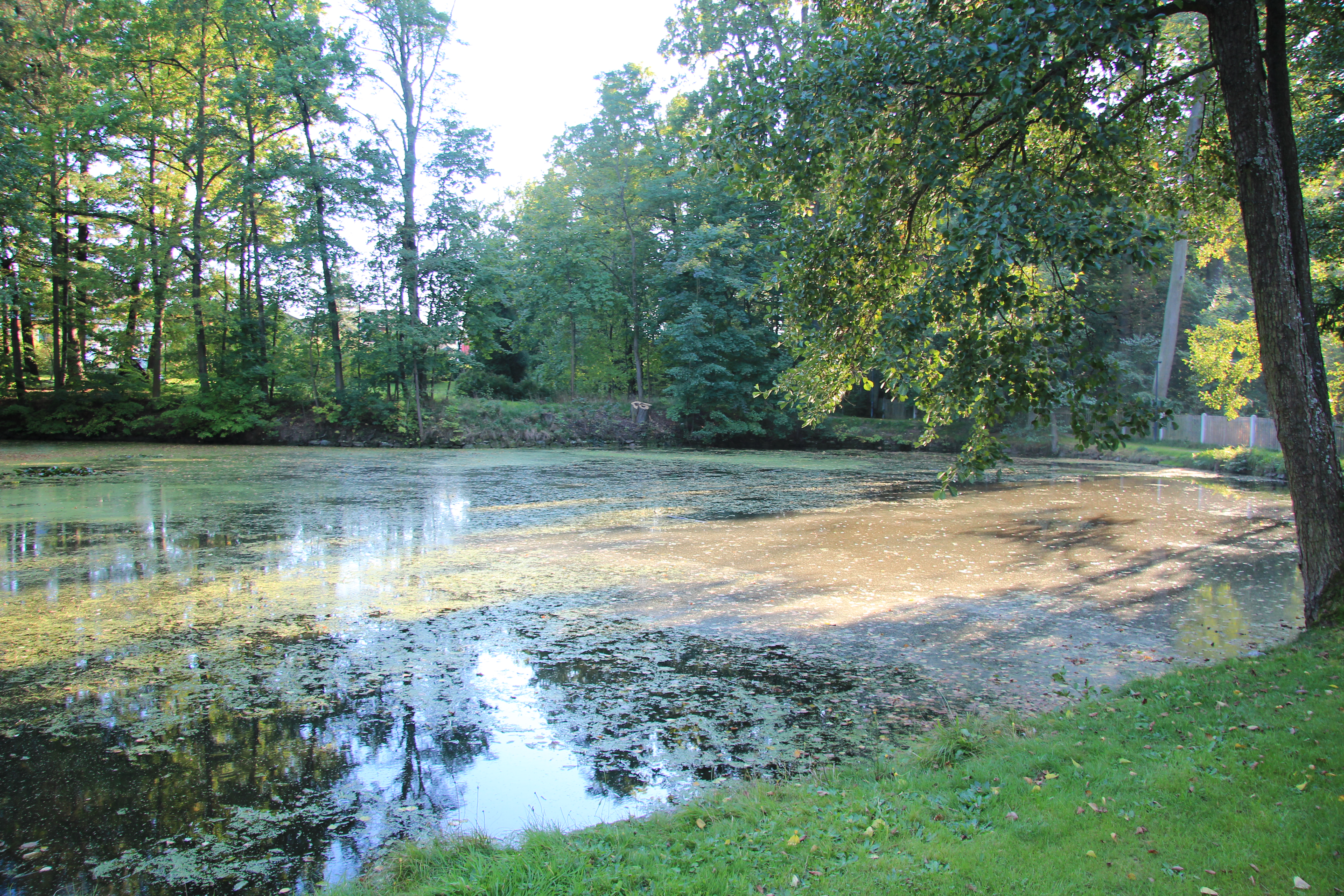
Schlosspark mit Teich

Das Schloss Gmünd steht in der südwestlichen Ecke des Altstadtgevierts in der Stadtgemeinde Gmünd im Bezirk Gmünd in Niederösterreich. Das Schloss steht unter Denkmalschutz (Listeneintrag).

## Geschichte
Die Burg wurde unter Hadmar II. von Kuenring gegründet und 1217 urkundlich genannt. Die ursprüngliche Stadtburg am südwestlichen Eckpunkt der Stadtbefestigung entstand um 1300 wohl als Viertürmeburg. Von 1262 bis 1418 im Besitz der Liechtenstein ging die Burg von 1418 bis 1484 an das Adelsgeschlecht Puchheim. Nach einem Brand 1473 entstanden bauliche Erneuerungen. Die Burg wurde als landesfürstlicher Besitz 1518 an die Herren von Greiß verpfändet und 1585 verkauft. 1518 wurde ein Ausbau der Burg begonnen. Nach 1601 wechselte die Burg häufig seine Besitzer. Im 17. Jahrhundert entstand mit dem Bau des Nordtraktes eine geschlossene Vierflügelanlage. Seit 1859 gehört das Schloss verschiedenen Mitgliedern der Familie Habsburg-Lothringen.

## Architektur
Der im Kern romanische Bau wurde im 15. und 16. Jahrhundert zu einem dreigeschoßigen Vierflügelbau über einem trapezförmigen Grundriss mit einem Torturm und einem Bergfried im Südwesten umgebaut. Das Schloss ist von einer englischen Parkanlage umgeben. Die ursprünglich wehrhaft schützenden Sümpfe im Süden des Schlosses wurden 1895 trockengelegt.